# Hatysa
Hatysa (též Hatsya) je hvězda v souhvězdí Orionu. Se zdánlivou hvězdnou velikostí 2,77 je osmou nejjasnější hvězdou tohoto souhvězdí a nejjasnější součástí asterismu Orionův meč. Arabský název Na'ir al Saif znamená „jasná (hvězda) meče“.

## Vlastnosti hvězdy
Hatysa je čtyřhvězda, jejíž hlavní složkou je hmotná spektroskopická dvojhvězda s velmi výstřednou (e=0,764) oběžnou drahou a oběžnou dobou 29 pozemských dní. Jejími složkami jsou hvězdy spektrálních tříd O9III a B0,8III/IV, druhá z nich je asi o 2m slabší.
Srážka hvězdných větrů z obou složek způsobuje, že je systém silným zdrojem rentgenového záření. Tyto hvězdy jsou však různého stáří, vedlejší složka je asi dvakrát starší. Protože je excenricita oběžné dráhy velmi vysoká, je velmi pravděpodobné, že tato menší hvězda byla zachycena větší.